# Ritocco fotografico
Il ritocco fotografico (anche fotoritocco) è l'insieme dei procedimenti che portano alla modifica di una fotografia, a scopo di migliorarne l'estetica, modificare il soggetto, eliminare o aggiungere particolari. I procedimenti, le metodologie, i risultati e le abilità in gioco variano molto se si ha a che fare con un supporto digitale o con un supporto analogico.

## Ritocco fotografico tradizionale
Si intende l'insieme di tecniche utilizzate per migliorare le fotografie partendo sia dai negativi sia dalle stampe. Le tecniche implicano notevoli doti artistiche e possono prevedere il rimodellamento delle forme e dei colori. Il fotoritocco tradizionale utilizza procedimenti chimici sia per esaltare e rendere più brillanti i colori sia per bilanciare il contrasto e la brillantezza della fotografia.

## Ritocco fotografico digitale

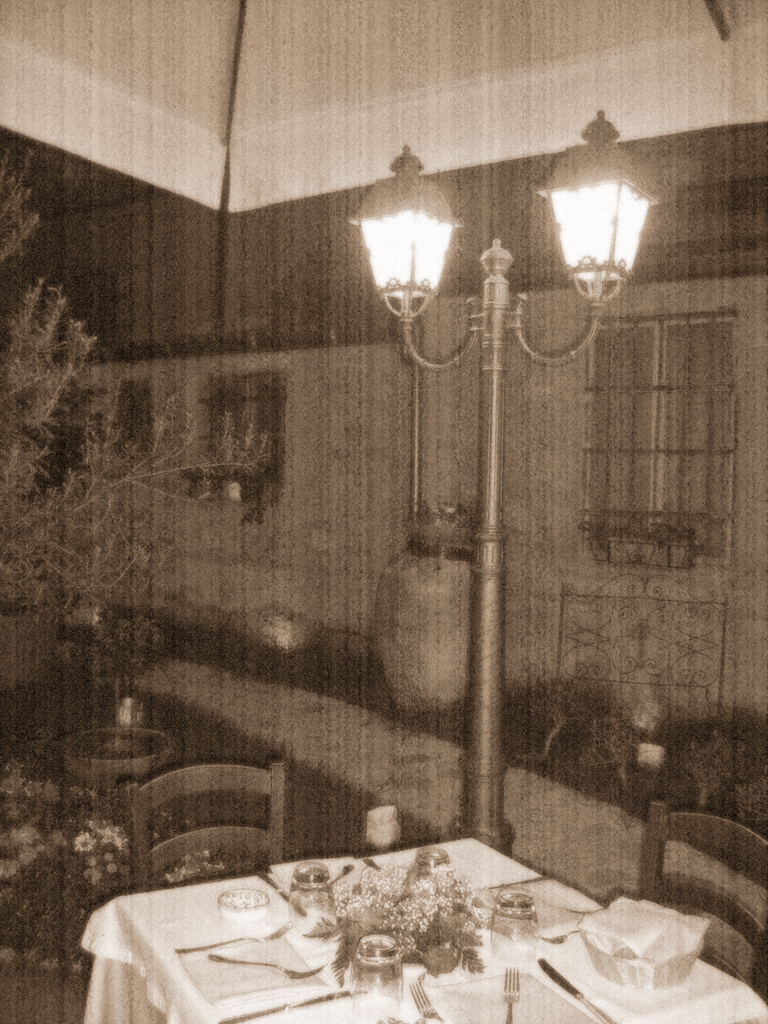
"Invecchiamento"digitale tramite l'utilizzo di Adobe Photoshop

Si intende il processo digitale per cui vengono sistemate, modificate, montate, le immagini tramite programmi di elaborazione digitale delle immagini. Ormai sono moltissimi i fotografi professionisti che utilizzano il digitale per migliorare le proprie immagini. Se un tempo, infatti si faceva largo uso di filtri meccanici applicati agli obiettivi delle macchine fotografiche, o si ricorreva a particolari tipi di sviluppo delle immagini per raggiungere risultati particolari, adesso capita sempre più spesso che si utilizzino software di post produzione digitale per creare effetti che un tempo erano costosissimi e molto complicati da realizzare.
Uno dei programmi di fotoritocco più conosciuti sul mercato è Adobe Photoshop, ormai divenuto uno standard nell'ambiente. Il software libero più usato è The GIMP. Anche il software gratuito online Picnik era molto usato, per la comodità e l'accessibilità. La figura professionale del grafico digitale in grado di operare minuziosi ritocchi fotografici digitali è sempre più indispensabile nei campi della fotografia, della pubblicità, dell'editoria.

## Storia

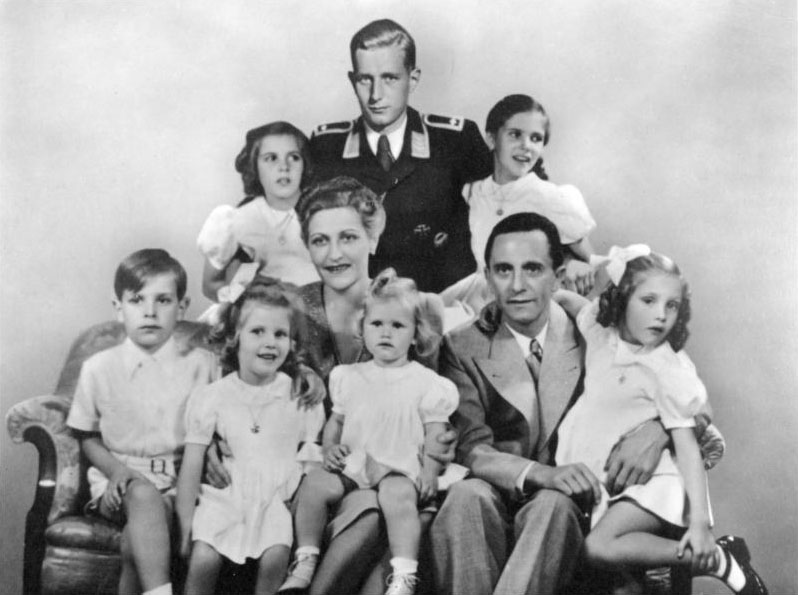
Foto ritratto di famiglia Goebbels in cui è stato inserito e ritoccato il volto di Harald, che in realtà era assente per servizio militare.

La manipolazione fotografica risale ad alcune delle prime fotografie catturate su vetro e lastre di latta durante il XIX secolo. La pratica iniziò non molto tempo dopo la creazione della prima fotografia (1825) di Joseph Nicéphore Niépce che sviluppò l'eliografia e realizzò la prima stampa fotografica da una lastra da stampa fotoincisa. Le stampe fotografiche tradizionali possono essere modificate utilizzando vari metodi e tecniche che implicano la manipolazione direttamente sulla stampa, come il ritocco con inchiostro, vernice, aerografo o graffiatura delle Polaroid durante lo sviluppo (Polaroid art).
I negativi possono essere manipolati mentre sono ancora nella fotocamera utilizzando tecniche di doppia esposizione o in camera oscura mettendo insieme foto o negativi. Alcune manipolazioni della camera oscura hanno coinvolto tecniche come lo sbiancamento per schiarire ad arte o completamente sbiadite parti della fotografia, o la colorazione manuale per scopi estetici o per imitare un dipinto d'arte.
Un primo esempio di manomissione è stato nei primi anni 1860, quando una foto è stata alterata usando il corpo di un ritratto di John C. Calhoun e la testa di Lincoln da un famoso ritratto seduto di Mathew Brady, lo stesso ritratto che è stato la base per il banconota da cinque dollari Lincoln originale. Un altro è esemplificato nel Prints and Photographs Online Catalogue della Biblioteca del Congresso in cui espone una fotografia manipolata della guerra civile americana del generale Ulysses S. Grant in posa a cavallo di fronte alle sue truppe a City Point, in Virginia. 

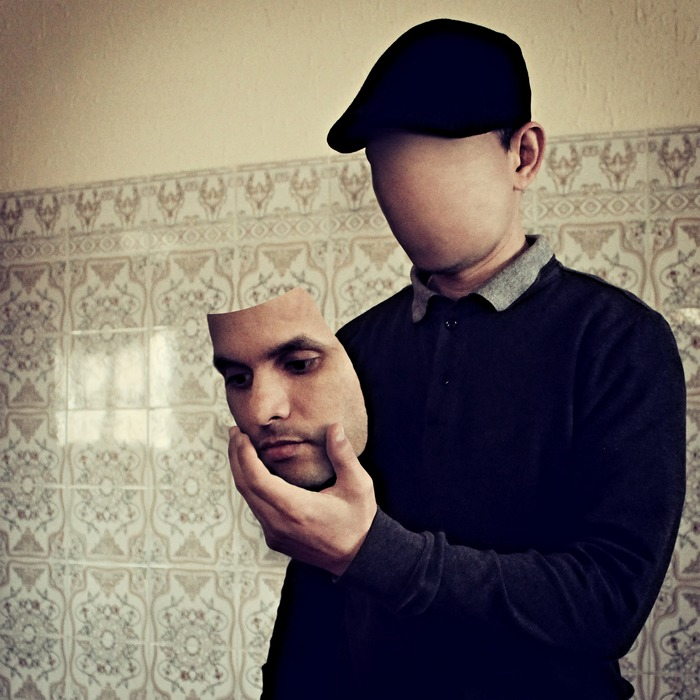
Esempio di foto manipolata in digitale

La manipolazione delle foto è stata utilizzata per ingannare o persuadere gli spettatori o migliorare la narrazione e l'espressione di sé. Joseph Stalin ha utilizzato per esempio il ritocco fotografico per scopi di propaganda.
Nel XX secolo, il ritocco digitale è diventato disponibile con i computer Quantel che eseguono Paintbox in ambienti professionali, che, insieme ad altri pacchetti contemporanei, sono stati efficacemente sostituiti nel mercato da software di editing.

### Sui social
Non solo le foto vengono manipolate da professionisti per i media, ma anche con l'ascesa dei social media, tutti hanno facile accesso per modificare le foto che pubblicano online. Sono state create innumerevoli applicazioni per telefoni cellulari come Facetune per consentire agli utenti di smartphone di modificare le immagini personali. Queste applicazioni consentono alle persone di modificare praticamente ogni aspetto di se stessi nella foto. Con gli utenti dei social media e la generazione più giovane esposti a una quantità estrema di immagini che sono state manipolate, le conseguenze includono ideali del corpo che sono irraggiungibili.

### Nella pubblicità
La manipolazione delle foto è stata utilizzata nella pubblicità per spot televisivi e riviste per rendere i loro prodotti o la persona un aspetto migliore e più attraente di come appaiono nella realtà. Alcuni trucchi che vengono usati con la manipolazione delle foto per la pubblicità sono come le false strigliature con l'eye-liner, usando la colla bianca al posto del latte o usando il deodorante per far sembrare le verdure lucide.

## Rischi e critiche
I falsi fotografici iniziarono già ai tempi della pellicola, agli albori della fotografia. Un ritratto iconico del presidente degli Stati Uniti Abraham Lincoln era un composto della testa di Lincoln e del corpo del politico del sud John Calhoun. Questo è un ottimo esempio di una fotografia che è molto conosciuta dal grande pubblico come una fotografia reale e non alterata.
Un falso digitale (deepfake) si riferisce a un video, una foto o un file audio digitale che è stato alterato o manipolato da un software applicativo digitale. Le modifiche possono anche essere eseguite per scopi di intrattenimento o per scopi più nefasti come diffondere disinformazione. Le informazioni possono essere utilizzate per condurre attacchi dannosi, guadagni politici, crimini finanziari o frodi. Può essere utilizzato anche in video in stile pornografico, in cui il volto di un individuo è posizionato sul corpo di una pornostar.
La crescente popolarità della manipolazione delle immagini ha sollevato dubbi sul fatto che consenta la rappresentazione di immagini irrealistiche al pubblico. Nel suo articolo "On Photography" (1977) Susan Sontag discute l'obiettività, o la sua mancanza, nella fotografia, concludendo che "le fotografie (...) vengono esse stesse ridotte, ingrandite, ritagliate, ritoccate e ingannate".
La manipolazione delle foto ha innescato risposte negative sia da parte degli spettatori che delle celebrità. Ciò ha portato le celebrità a rifiutarsi di ritoccare le loro foto a sostegno dell'American Medical Association che ha deciso che"[dobbiamo] smettere di esporre bambini e adolescenti impressionabili a pubblicità che ritraggono modelli con tipi di corpo raggiungibili solo con l'aiuto di software di fotoritocco". Questi includono Keira Knightley, Brad Pitt, Andy Roddick, Jessica Simpson, Lady Gaga e Zendaya.
Esistono tuttavia software in grado di rilevare se una foto è stata ritoccata o è originale.

### Censura
I governi stanno esercitando pressioni sugli inserzionisti e stanno iniziando a vietare le foto troppo aerografate e modificate. Nel Regno Unito l'Advertising Standards Authority ha vietato una pubblicità di Lancôme con Julia Roberts per essere fuorviante, affermando che la pelle impeccabile vista nella foto era troppo bella per essere vera. Gli Stati Uniti si stanno anche muovendo nella direzione di vietare l'eccessiva manipolazione delle foto in cui l'annuncio di una modella di CoverGirl è stato vietato perché aveva effetti troppo esagerati, portando a una rappresentazione fuorviante del prodotto.
Nel 2015 la Francia ha approvato una legge che combatte l'uso di immagini corporee non realistiche e l'anoressia nel settore della moda. Questo include la modellazione e la fotografia. I modelli ora devono dimostrare di essere sani e hanno un BMI di oltre 18 attraverso una nota del loro medico. I datori di lavoro che violano questa legge saranno multati e possono scontare una pena detentiva fino a sei mesi. Quando un creatore di una fotografia non rivela che l'immagine è stata modificata o ritoccata, non importa quanto piccola sia la modifica, può anche ricevere una multa o il 30% dei costi di ciò che ha usato per creare il suo annuncio.
Nel 2021 la Norvegia ha promulgato una legislazione che impone l'etichettatura delle manipolazioni digitali dei corpi delle persone quando raffigurate nella pubblicità. Il mancato rispetto è punibile con una multa.

### Correzioni

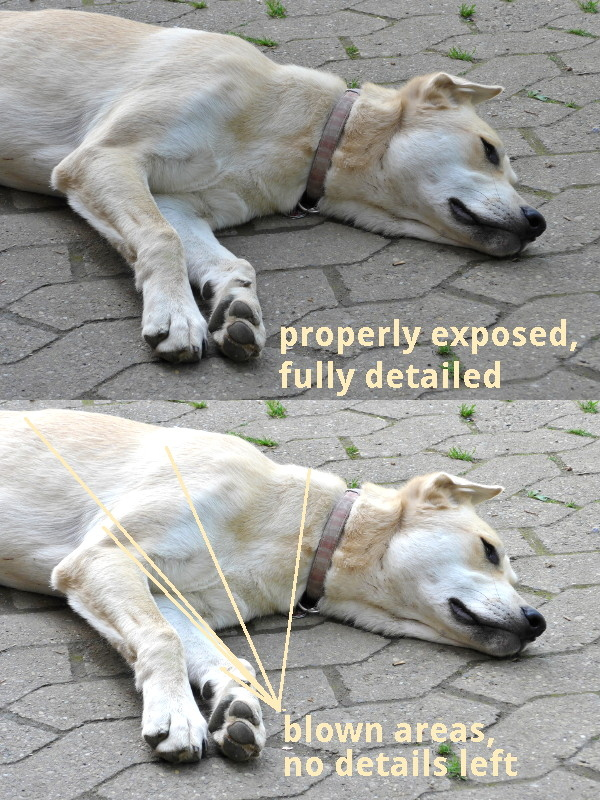
Sovraesposizione

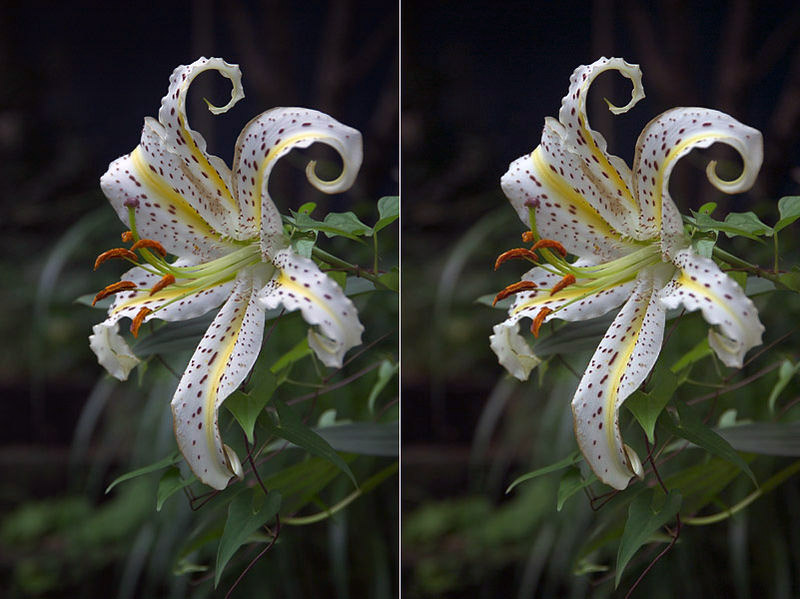
Mancato bilanciamento del bianco

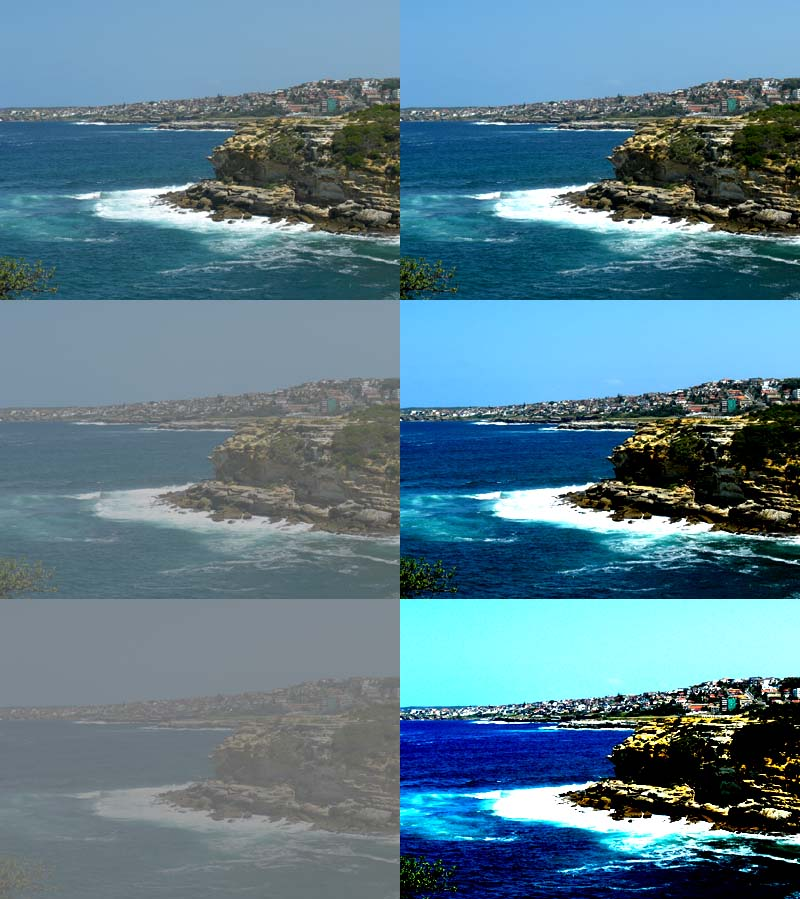
Contrasto

Aggiunta e rimozione di elementi

## Esempi

### Effetti digitali
Gli effetti digitali sono applicabili alle foto mediante software come Photoshop o Gimp oppure attraverso servizi online.

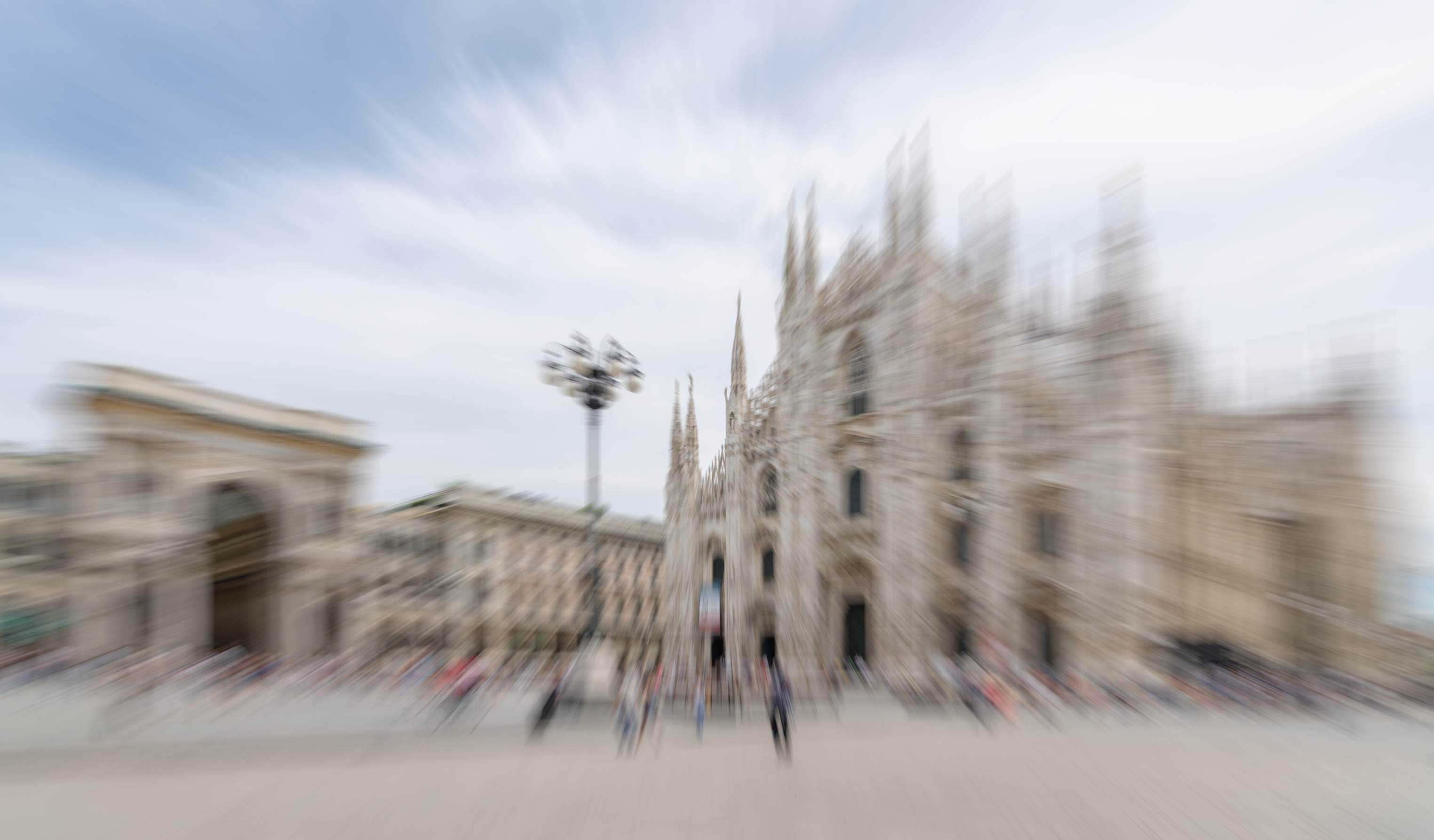
Filtro zoom
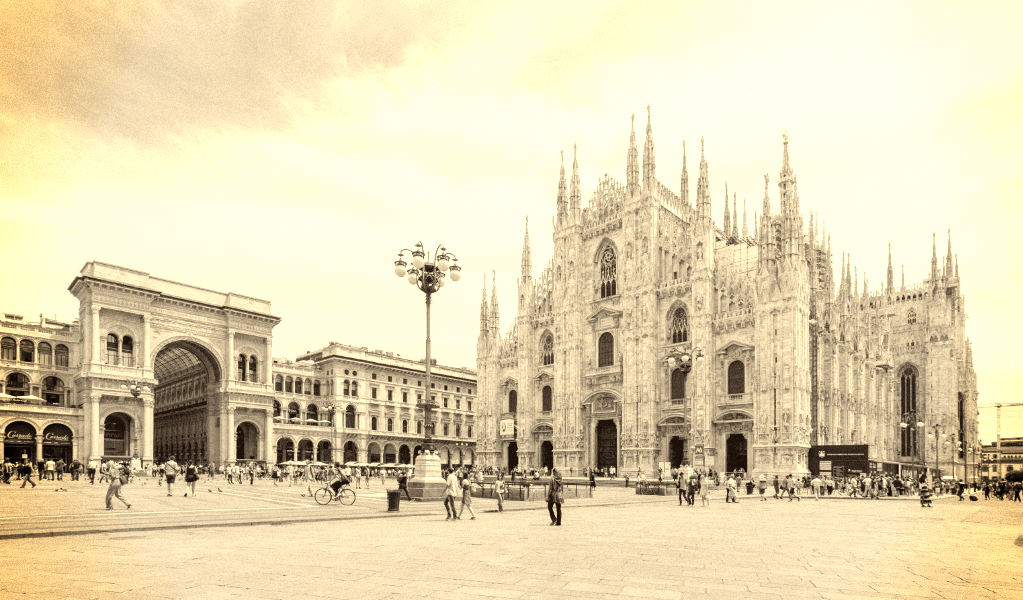
Filtro vintage
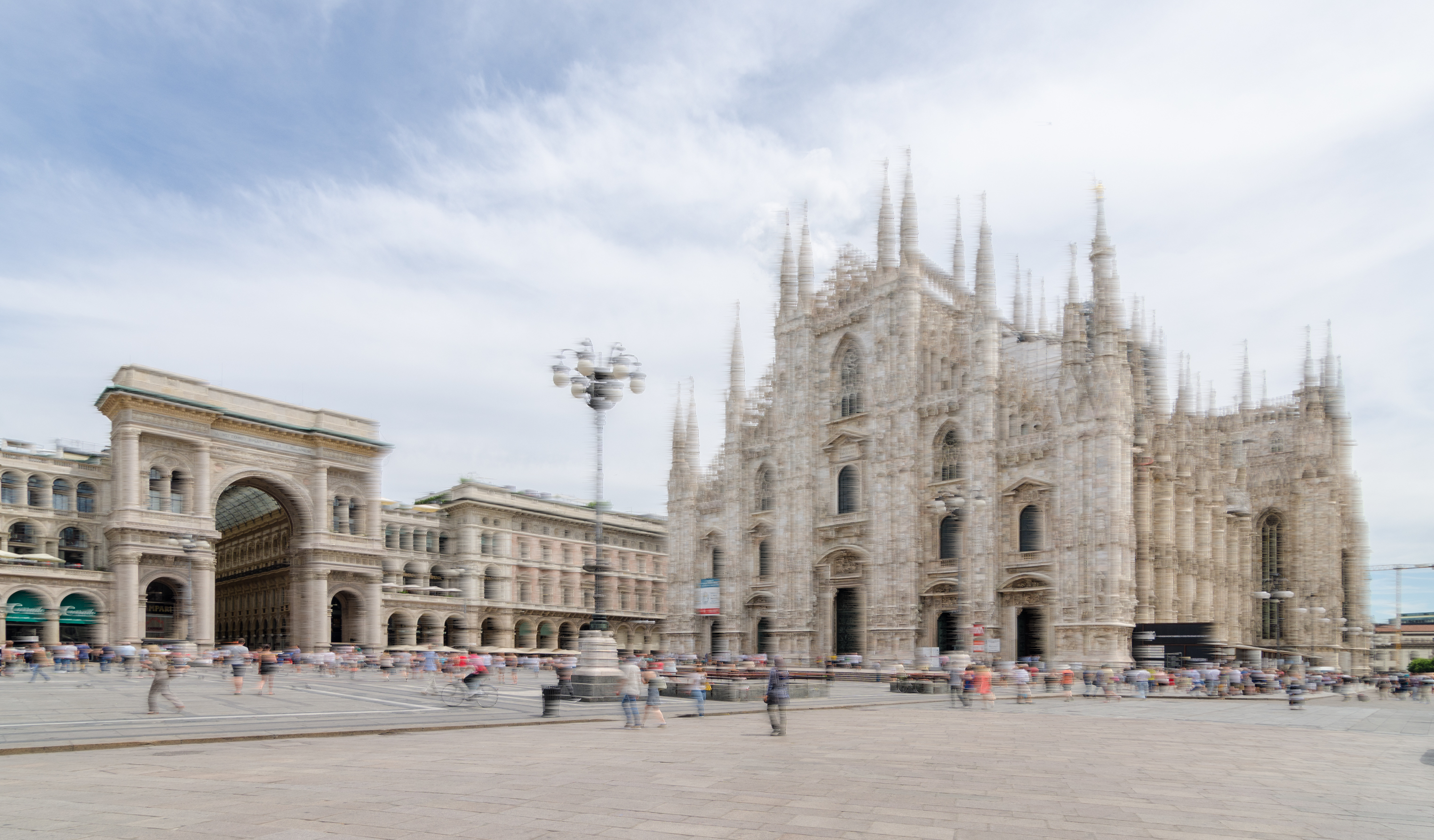
Filtro vento
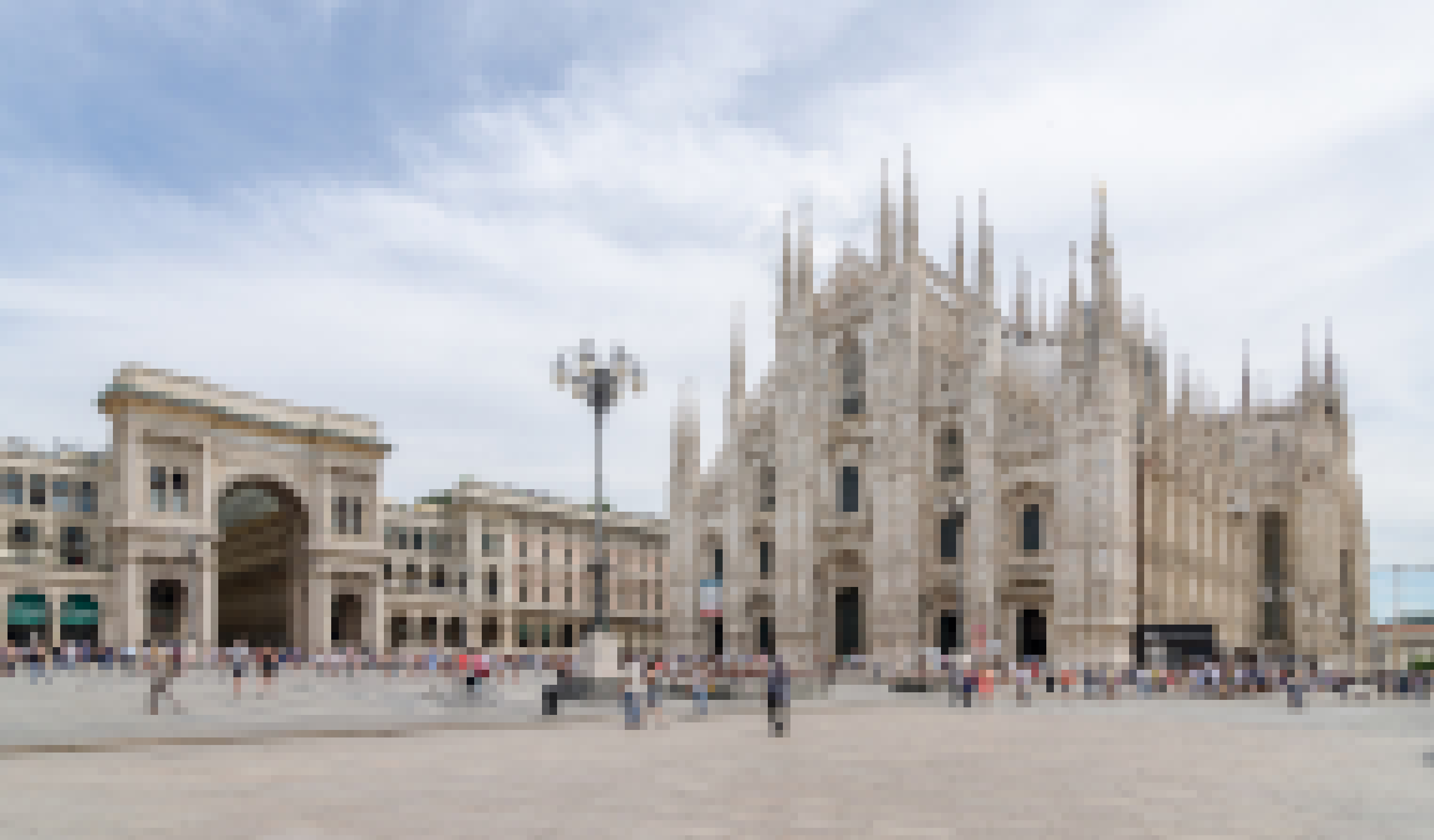
Filtro pixel
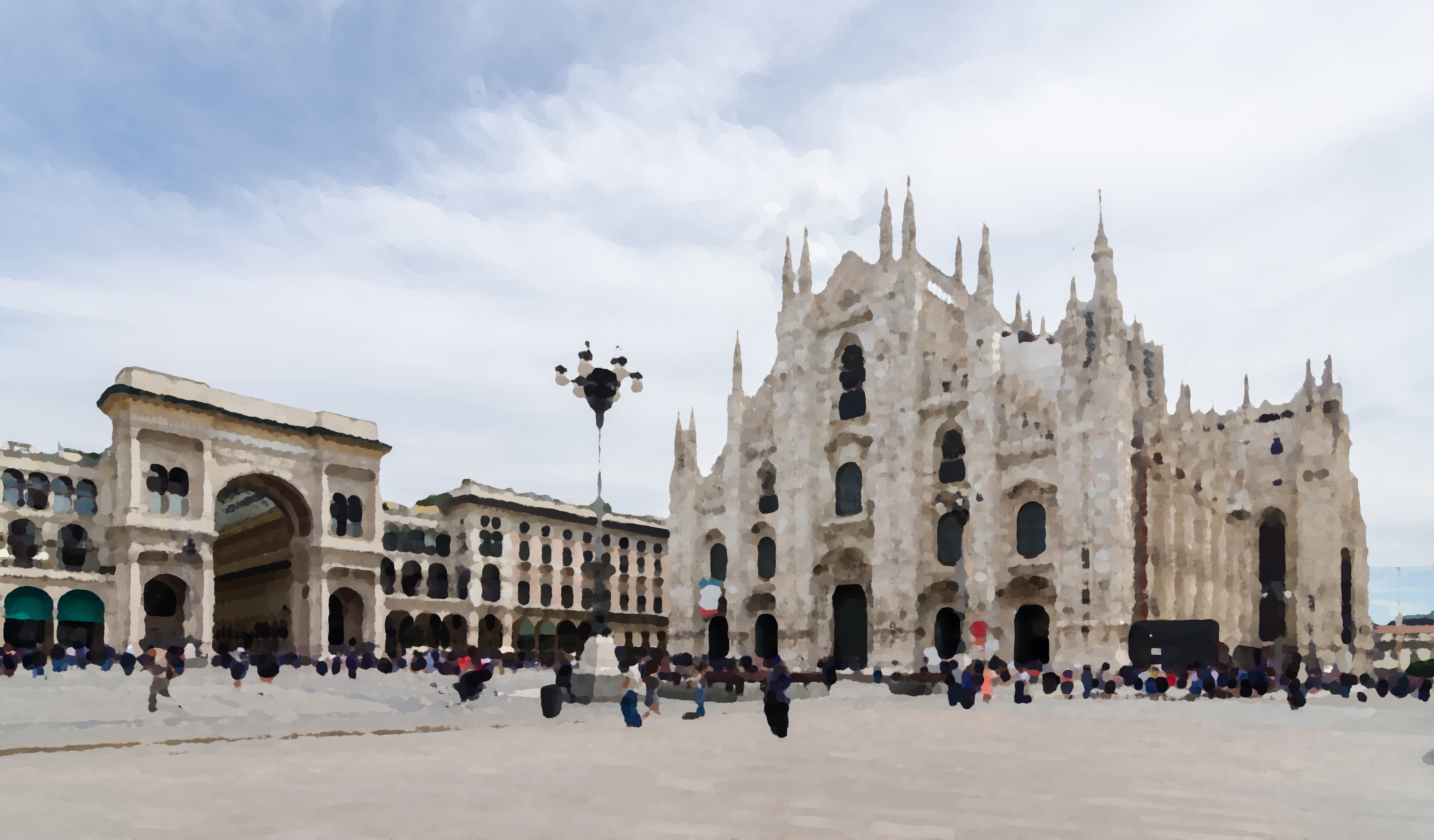
Filtro olio
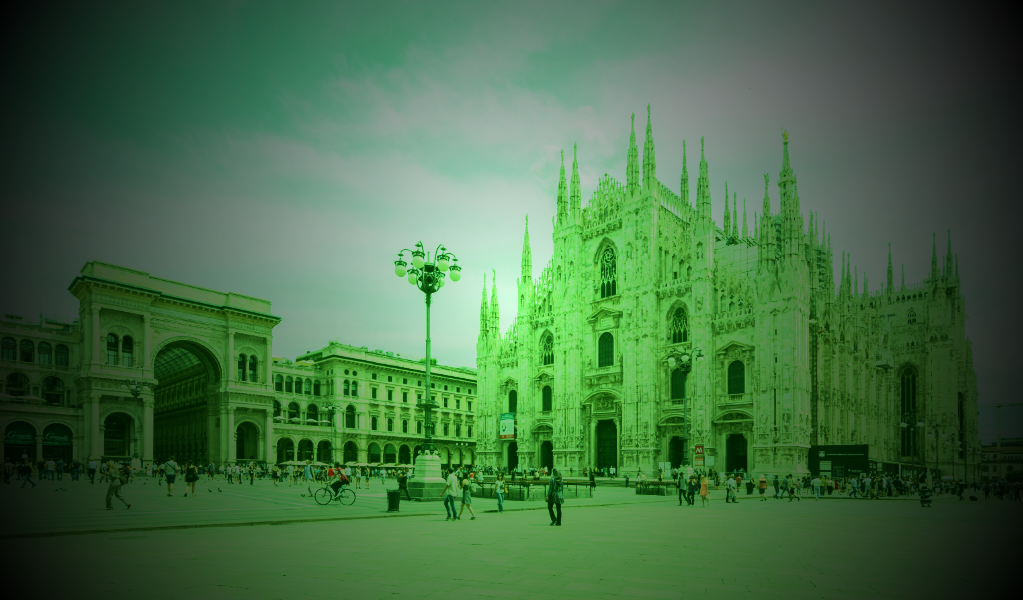
Filtro visione notturna
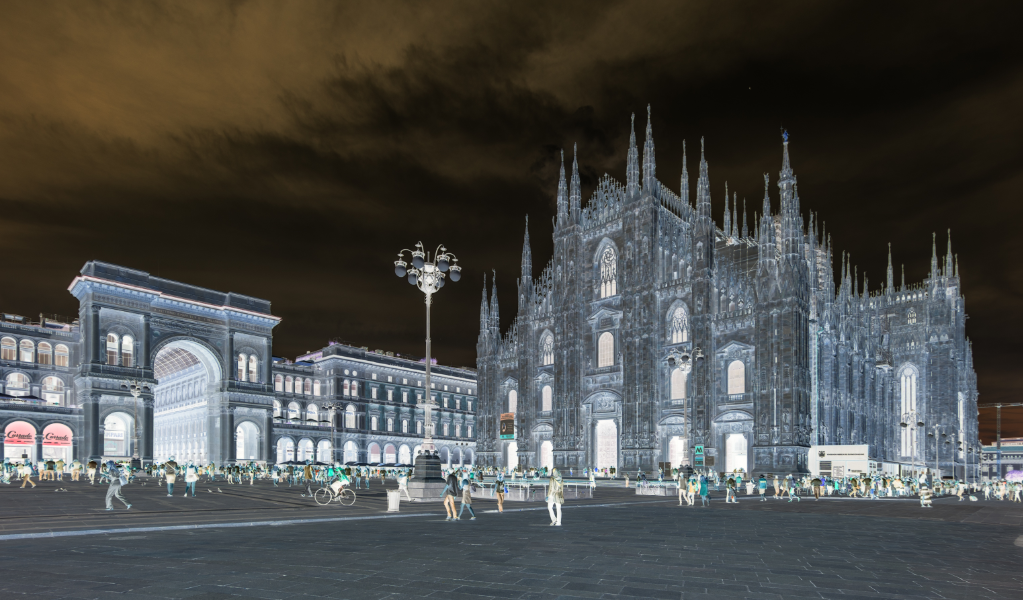
Filtro negativo
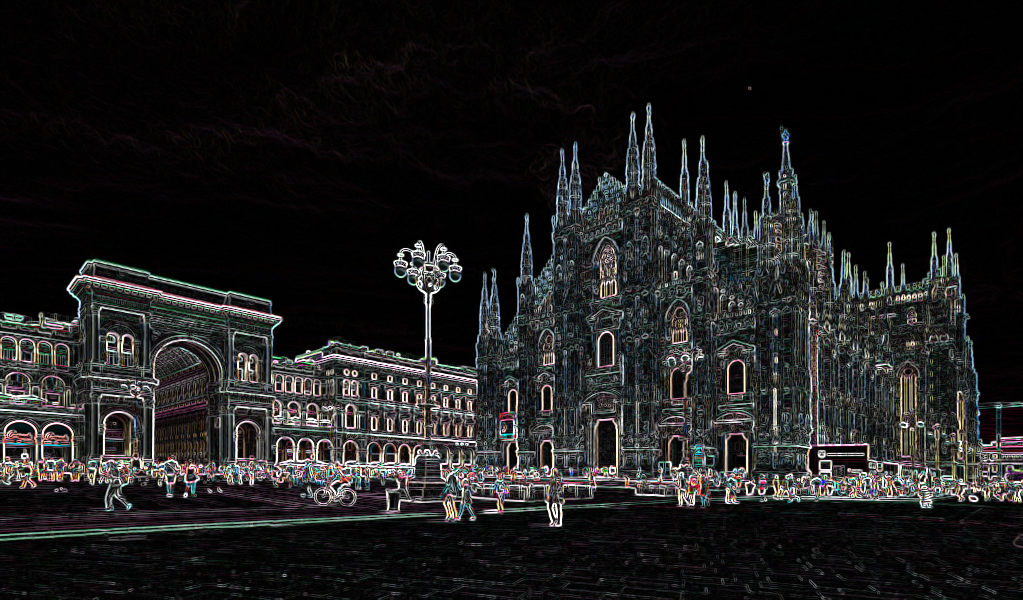
Filtro lavagna
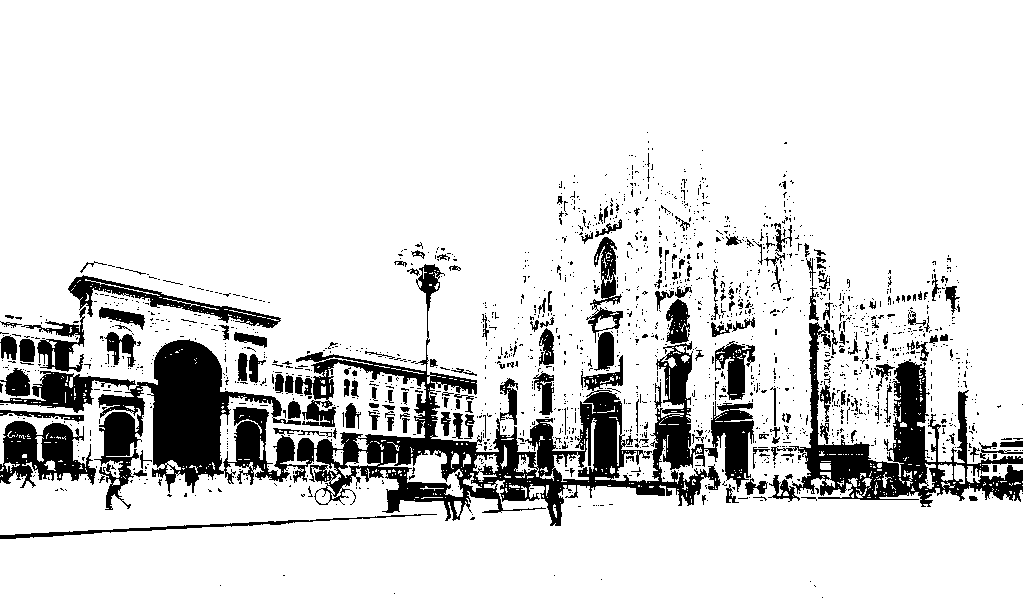
Filtro inchiostro o fotocopia
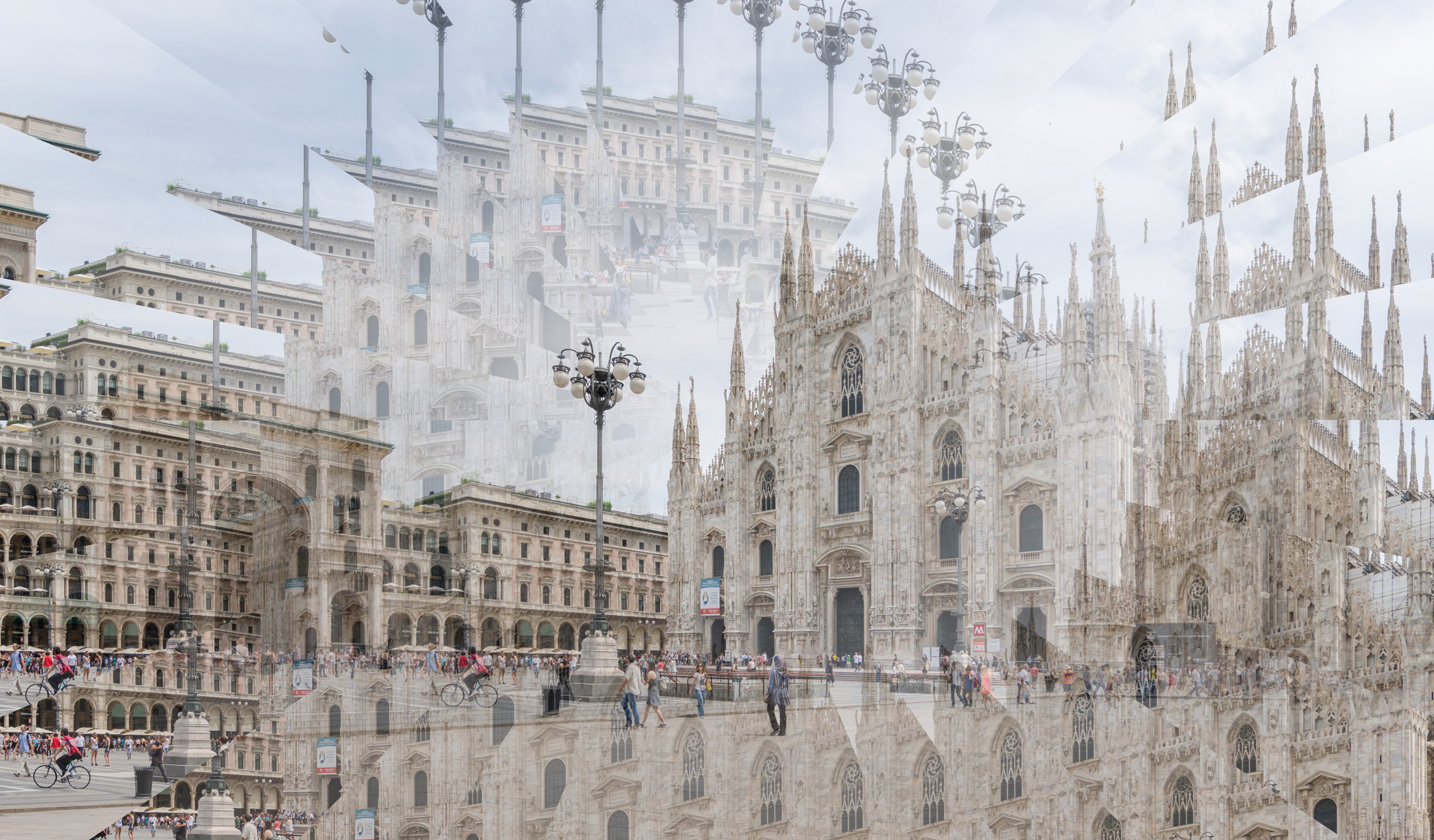
Filtro illusione ottica
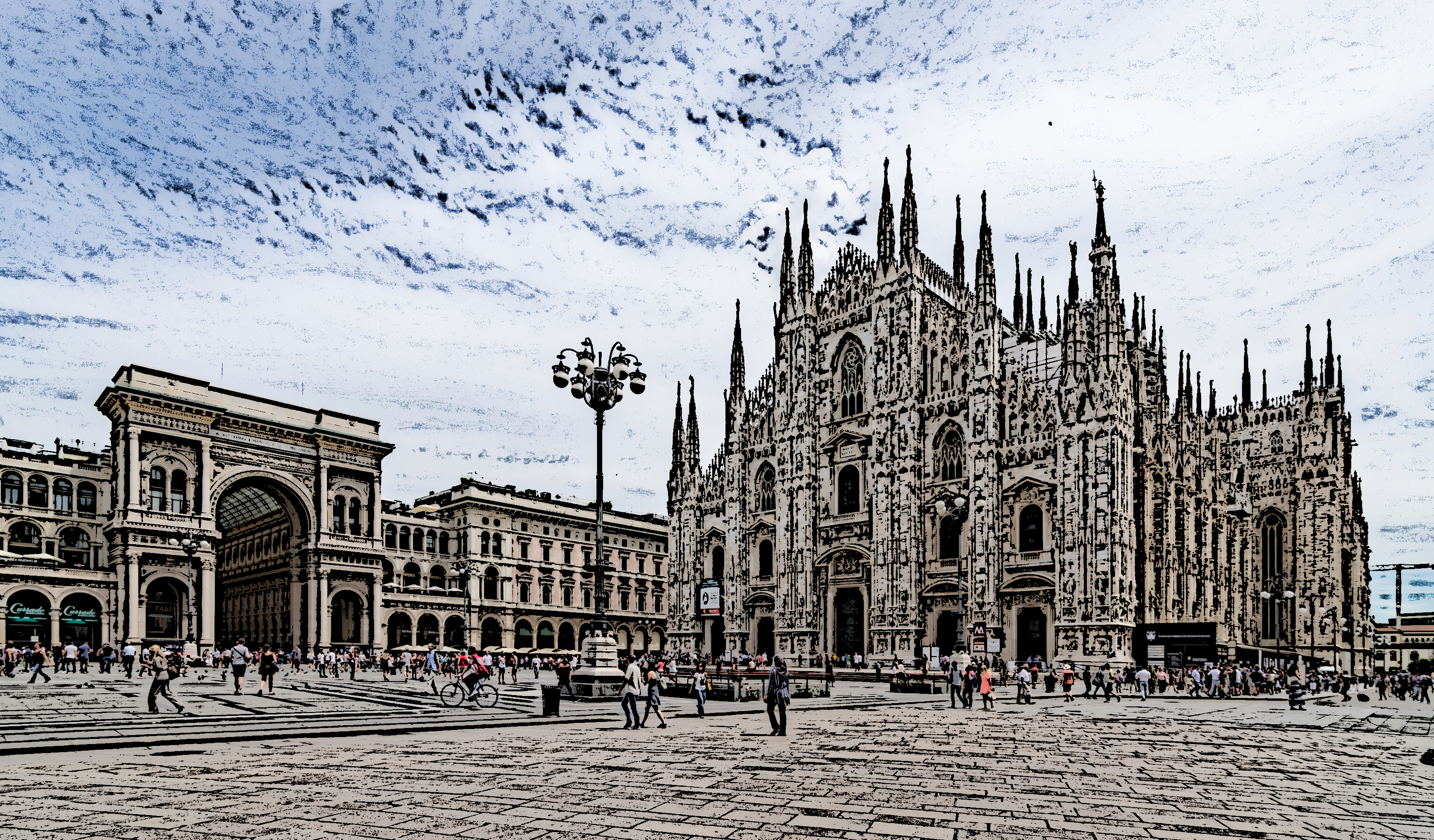
Filtro fumetto
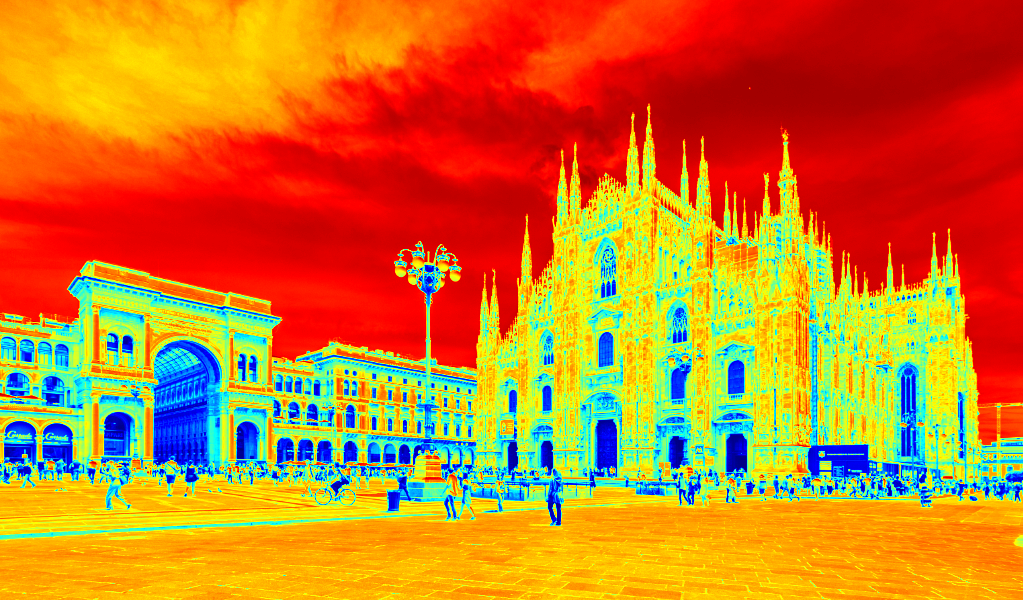
Filtro colorizzazione